# Henstedt-Ulzburg
Henstedt-Ulzburg település Németországban, Schleswig-Holstein tartományban. Lakosainak száma 28 375 fő (2023. december 31.).

## Népesség
A település népességének változása:
| Lakosok száma | 16 367 | 27 705 | 28 056 | 28 070 | 28 608 | 28 182 | 28 323 | 28 375 |
|               | 1975   | 2015   | 2017   | 2019   | 2020   | 2021   | 2022   | 2023   |